# Karin Lindberg (Tischtennisspielerin)
Karin Lindberg (* 5. Juli 1915 in Hamburg; † 1. Mai 2008 in Düsseldorf) war eine deutsche Tischtennisspielerin. Sie war deutsche Meisterin im Doppel.

## Werdegang
Im Jahr 1930 begann Karin Lindberg mit dem Tischtennissport im Verein Saxonia Hamburg. 1933 gewann sie die Meisterschaft von Schleswig-Holstein, 1936 von Hamburg und 1937 von Bremen. Parallel zum Tischtennis betrieb sie Leichtathletik, vorwiegend Hochsprung und Kugelstoßen.
Lindberg übersiedelte 1940 von Hamburg nach Düsseldorf. Nach dem Zweiten Weltkrieg gehörte sie zu den besten Spielerinnen Deutschlands. Sie schloss sich dem Verein TTC Blau-Weiß Oberkassel an. 1948 belegte sie in der Rangliste Platz vier. Ihre Partnerin im Doppel war in der Regel Hilde Bussmann. Mit ihr hatte sie 1937/38 bei den Internationalen Deutschen Meisterschaften das Endspiel erreicht und mit ihr wurde sie 1947 in Heppenheim Deutscher Meister im Damendoppel. Daneben erreichte sie 1947 im Einzel und im Mixed mit Erich Deisler Platz drei. Bei der DM 1948 und 1949 wurde sie im Einzel jeweils Dritte, 1949 erreichte sie zudem mit Bernie Vossebein im Mixed das Halbfinale. Einmal wurde sie für ein Länderspiel nominiert.
Ab 1949 spielte sie bei PSV Borussia Düsseldorf. Eine Krankheit beeinträchtigte ihre Laufbahn, so dass nach 1949 weitere herausragenden Erfolge ausblieben.

## Privat
Karin Lindberg war nicht verheiratet. Von 1946 bis 1984 betrieb sie zusammen mit ihrer Freundin Hilde Bussmann in Düsseldorf eine Lotto- und Toto-Annahmestelle.